# وزغ
وَزَغ نامی رایج است برای گونه‌های مشخصی از قورباغه‌ها، مخصوصاً آن‌هایی که از خانواده وزغ‌های راستین هستند، که با پوست خشک، چرمی، پاهای کوتاه و برآمدگی‌های بزرگ که غدد پاروتید را پوشش می‌دهند مشخص می‌شوند.
زیستگاه آن در آبگیر است و از خانواده قورباغه‌ها به‌شمار می‌رود. این یک چهاراندامان از خانوادهٔ دوزیستان است که در بعد از انقراض بزرگ دوره مزوزوئیک به وجود آمد. هرچند که از دیدگاه آرایه‌شناسی عامیانه وزغ از خیلی جهات شبیه قورباغه است ولی برخلاف آن دارای پوست خشک و زبر است.

## تفاوت وزغ‌ها و قورباغه‌ها
1. پاهای وزغ معمولاً کوتاهتر از قورباغه است.
2. وزغ معمولاً از راه رفتن برای حرکت استفاده می‌کند در حالی که قورباغه از پریدن استفاده می‌کند.
3. پرش وزغ‌ها کوتاه‌تر از پرش قورباغه هاست.
4. وزغ‌ها دور از آب زندگی می‌کنند، بنابراین حضور آنها در آب در مقایسه با قورباغه‌هایی که از آب دور نمی‌مانند، تقریباً محدود به جفت‌گیری و تولید مثل است.
5. پوست وزغ‌ها خشک است در حالی که قورباغه‌ها پوست مرطوبی دارند.
6. پوست وزغ‌ها برآمدگی دارد در حالی که قورباغه‌ها پوست صافی دارند.
7. وزغ‌ها سم بدمزه ای ترشح می‌کنند که شکارچیان را از خوردن آنها منصرف می‌کند.
8. قورباغه‌ها معمولاً از وزغ‌ها بزرگ‌تر است.
9. بزرگ‌ترین قورباغه ۳۵ سانتی‌متر است و ۳ کیلو وزن دارد.
10. بزرگ‌ترین وزغ ۲۳ سانتی‌متر است که وزغ نیشکر است..